# Jermaine Beckford
Jermaine Paul Alexander Beckford, född 9 december 1983, är en engelskfödd jamaicansk före detta fotbollsspelare (anfallare) som senast spelade för Bury. Som ungdomsspelare spelade han för Chelsea och som seniorspelare har han tidigare spelat för Wealdstone, Uxbridge, Carlisle United, Scunthorpe United, Leeds United, Everton och Bolton Wanderers.

## Klubbkarriär
Jermaine Beckford startade sin karriär i Chelsea FC ungdomsförening. Efter att blivit sparkad därifrån började han i Wealdstone och spelade några säsonger i Isthmian Premier League, där han gjorde 54 mål på 82 matcher.
2006 gick han över till Leeds United där han spelade 126 matcher och gjorde 72 mål. Under sin tid i Leeds hann han med att bli utlånad, först till Carlisle United FC och sedan till Scunthorpe United FC.
I maj 2010 bytte Beckford klubb till Everton FC. Han gjorde första målet för sin nya klubb på straff mot Huddersfield Town FC i Engelska ligacupen.
I slutet av augusti 2011 gick Beckford till Leicester City. 

## Privatliv
Jermaine har en yngre bror, Travis Beckford som vann första säsongen i Wayne Rooneys program Street Striker på Sky TV.
Jermaine har en jamaicansk pappa och hans mammas sida är från Grenada. Han har alltså kunnat spela för England, Jamaica och Grenada.